# Jean d'Yd
Jean d'Yd (17 de mayo de 1880 – 14 de mayo de 1964) fue un actor teatral y cinematográfico de nacionalidad francesa. 

## Biografía
Su verdadero nombre era Paul Jean Félix Didier Perret, y nació en París, Francia. Fue padre de los actores Claude d'Yd (1922-2009), Berthe d'Yd (1903-1990), Renée d'Yd (1906-2003), y Ginette d'Yd (1913-2005), y abuelo del actor Didier d'Yd (1933-1991).
Jean d'Yd falleció en Vernon, Francia, en el año 1964.

## Teatro
- 1911 : L'Armée dans la ville de Jules Romains, escenografía de André Antoine, Teatro del Odéon
- 1911 : Rivoli, de René Fauchois, Teatro del Odéon
- 1912 : La Foi, de Eugène Brieux, Teatro del Odéon
- 1912 : Troilo y Crésida, de William Shakespeare, escenografía de André Antoine, Teatro del Odéon
- 1912 : L'Honneur japonais, de Paul Anthelme, Teatro del Odéon
- 1912 : Fausto, de Johann Wolfgang von Goethe, Teatro del Odéon
- 1912 : El enfermo imaginario, de Molière, escenografía de André Antoine, Théâtre Antoine
- 1912 : Le Double Madrigal, de Jean Auzanet, escenografía de André Antoine, Teatro del Odéon
- 1913 : La Rue du Sentier, de Pierre Decourcelle y André Maurel, Teatro del Odéon
- 1913 : Rachel, de Gustave Grillet, Teatro del Odéon
- 1914 : Le Bourgeois aux champs, de Eugène Brieux, Teatro del Odéon
- 1922 : La Flamme, de Charles Méré, escenografía de Henry Hertz y Jean Coquelin, Teatro del Ambigu-Comique
- 1924 : L'Âge de raison, de Paul Vialar, Théâtre de l'Avenue
- 1925 : Le Lâche, de Henri-René Lenormand, escenografía de Georges Pitoëff, Théâtre Hébertot
- 1926 : Jazz, de Marcel Pagnol, Théâtre Hébertot
- 1928 : César y Cleopatra, de George Bernard Shaw, escenografía de Georges Pitoëff, Théâtre Hébertot
- 1930 : Donogoo, de Jules Romains, escenografía de Louis Jouvet, Théâtre Pigalle
- 1933 : Peau d'Espagne, de Jean Sarment, Théâtre de l'Athénée
- 1935 : Margot, de Édouard Bourdet, escenografía de Pierre Fresnay, Théâtre Marigny
- 1947 : Nous irons à Valparaiso, de Marcel Achard, escenografía de Pierre Blanchar, Théâtre de l'Athénée
- 1948 : Nous irons à Valparaiso, de Marcel Achard, escenografía de Pierre Blanchar, Théâtre des Ambassadeurs
- 1949 : Miss Mabel, de R. C. Sherriff, escenografía de Jean Mercure, Théâtre Saint-Georges
- 1951 : Mort d'un rat, de Jan de Hartog, escenografía de Jean Mercure, Théâtre Gramont
- 1954 : Las brujas de Salem, de Arthur Miller, escenografía de Raymond Rouleau, Théâtre de la Ville
- 1958 : Monsieur de France, de Jacques François, escenografía de Christian-Gérard, Théâtre des Bouffes-Parisiens
- 1960 : La Petite Datcha, de Vasiliei Vasil'evitch Chkvarkin, escenografía de René Dupuy, Théâtre Daunou
- 1961 : Le 10e Homme, de Paddy Chayefsky, escenografía de Raymond Gérôme, Théâtre du Gymnase Marie-Bell
- 1962 : Trencavel, de Robert Collon, escenografía de Jean Mercure, Teatro Montparnasse

## Filmografía
- 1923 : La Souriante Madame Beudet, de Germaine Dulac
- 1923 : Gossette, de Germaine Dulac
- 1923 : La Dame de Monsoreau, de René Le Somptier
- 1923 : Le Chant de l'amour triomphant, de Victor Tourjansky
- 1924 : La Main qui a tué, de Maurice de Marsan y Maurice Gleize
- 1924 : L'Arriviste, de André Hugon
- 1925 : Napoleón, de Abel Gance
- 1926 : Nitchevo, de Jacques de Baroncelli
- 1928 : La pasión de Juana de Arco, de Carl Dreyer
- 1931 : Fra Diavolo, de Mario Bonnard
- 1931 : La Fin du monde, de Abel Gance
- 1931 : Tu m'oublieras, de Henri Diamant-Berger
- 1932 : Monsieur de Pourceaugnac, de Gaston Ravel y Tony Lekain
- 1932 : Direct au cœur, de Roger Lion
- 1932 : Une heure, de Léo Mittler
- 1932 : La Vitrine, de Léo Mittler
- 1934 : Rothchild, de Marco de Gastyne
- 1934 : Les Misérables, de Raymond Bernard
- 1934 : Tartarin de Tarascon, de Raymond Bernard
- 1934 : L'Article 330, de Marcel Pagnol
- 1935 : Amour et Publicité, de Léo Mittler
- 1938 : La Rue sans joie, de André Hugon
- 1938 : Alerte en Méditerranée, de Léo Joannon
- 1939 : L'Émigrante, de Léo Joannon
- 1939 : Entente cordiale, de Marcel L'Herbier
- 1941 : Les Hommes sans peur, de Yvan Noé
- 1941 : Les Petits Riens, de Raymond Bernard
- 1942 : Les Visiteurs du soir, de Marcel Carné
- 1942 : Félicie Nanteuil, de Marc Allégret
- 1943 : L'Éternel Retour, de Jean Delannoy
- 1945 : Jéricho, de Henri Calef
- 1945 : La Vie de bohème, de Marcel L'Herbier
- 1946 : Raboliot, de Jacques Daroy
- 1946 : Impasse, de Pierre Dard
- 1946 : Martin Roumagnac, de Georges Lacombe
- 1946 : Rêves d'amour, de Christian Stengel
- 1947 : Capitaine Blomet, de Andrée Feix
- 1947 : Le Cavalier de Croix-Mort, de Lucien Ganier-Raymond
- 1948 : Les Dernières Vacances, de Roger Leenhardt
- 1948 : Le Colonel Durand, de René Chanas
- 1949 : Fantômas contre Fantômas, de Robert Vernay
- 1950 : Dieu a besoin des hommes, de Jean Delannoy
- 1950 : Justice est faite, de André Cayatte
- 1950 : La Belle que voilà, de Jean-Paul Le Chanois
- 1951 : Agence matrimoniale, de Jean-Paul Le Chanois
- 1953 : L'Affaire Maurizius, de Julien Duvivier
- 1953 : Lucrèce Borgia, de Christian-Jaque
- 1955 : Chiens perdus sans collier, de Jean Delannoy
- 1956 : L'Homme et l'Enfant, de Raoul André
- 1956 : Les Truands, de Carlo Rim
- 1958 : Les Misérables, de Jean-Paul Le Chanois
- 1959 : Les Naufrageurs, de Charles Brabant